# Tyrone Corbin
Tyrone Kennedy Corbin (ur. 31 grudnia 1962 w Columbii) – amerykański koszykarz występujący na pozycji niskiego skrzydłowego, od zakończenia kariery zawodniczej trener koszykarski, obecnie asystent trenera Charlotte Hornets.
Pod koniec czerwca 2018 został zatrudniony na etacie asystenta trenera w klubie Orlando Magic. 21 sierpnia 2022 został asystentem trenera Charlotte Hornets.

## Osiągnięcia
Na podstawie, o ile nie zaznaczono inaczej.
NCAA
- Uczestnik:
  - rozgrywek Sweet Sixteen turnieju NCAA (1984)
  - turnieju NCAA (1982, 1984, 1985)
- Zaliczony do:
  - składu honorable mention All-America przez Associated Press
  - All-NIT (1983)